# Уэст-Хайатсвилл

Уэст-Хайатсвилл (англ. West Hyattsville) — эстакадная (надземная, расположенная на эстакаде) станция Вашингтонгского метро на Зелёной линии. В часы пик также обслуживается Жёлтой линией. Она представлена двумя боковыми платформами. Это одна из только двух (а также Эйзенхауэр-авеню) эстакадных станций с боковыми платформами во всей системе Вашингтонского метрополитена.  Станция обслуживается Washington Metropolitan Area Transit Authority. Расположена в городе Хайатсвилл на Хамильтон-стрит между Чиллиум-роад, Эйгер-роад и Куинс-Чэпел-роад. Пассажиропоток — 1.246 млн. (на 2006 год).
Станция была открыта 11 декабря 1993 года.
Открытие станции было совмещено с открытием ещё 3 станций: Принс-Джорджес плаза, Колледж-парк — Мэрилендский университет, Гринбелт.